# 포드 트랜짓 커넥트
포드 트랜짓 커넥트는 미국의 자동차 회사인 포드에서 만드는 승합차이다. 2002년에 출시된 차종이다.

## 설명
포드 트랜짓 커넥트는 같은 회사에서 만드는 포드 트랜짓의 숏바디 버전의 승합차로서 주로 6인승 화물용 승합차와 12인승 승합차로 판매된다. 대한민국에서는 현대자동차가 생산하는 현대 스타렉스와 현대 스타리아와 동급인 차종이 된다. 1세대는 2002년부터 2011년까지 생산, 2세대는 2012년부터 2020년까지 생산, 2021년부터는 3세대가 출시되어 판매되고 있다. 포드 트랜짓 커넥트는 왜건형 사양의 차종도 존재하며 그외에 포드 투르네오 커넥트라는 이름으로도 불린다. 포드 트랜짓 커넥트가 주로 판매되는 국가는 미국, 캐나다와 같은 북아메리카와 유럽이며 일부는 대한민국에도 정식으로 수입되어 있다. 대한민국에서는 주로 캠핑카로 많이 판매된 차종이다.

## 같이 보기
- 포드
- 포드 트랜짓
- 승합차

]